# Корінні родовища корисних копалин
Корінні́ родо́вища ко́ри́сних копа́лин (рос. коренные месторождения, англ. primary deposits; нім. primäre Lagerstätten f pl) — первинні скупчення мінеральної речовини в надрах, що не зазнали перетворення і руйнування поблизу земної поверхні. Їм протиставляються розсипні родовища, що представляють продукти дезінтеграції К.р. і мінералізованих гірських порід. 
Корінні родовища утворюють пластові, жильні та інші форми тіла мінеральної сировини, що залягають, як правило, серед корінних порід.